# José Ferraz y Cornel
José Ferraz y Cornel (Benasque, Huesca, 3 de abril de 1796 – Valencia, 5 de julio de 1854) fue un militar y político español.

## Orígenes familiares
Nació en Casa Faure de Benasque, en el seno de una familia infanzona documentada desde el siglo XII. Hermano de Francisco Javier Ferraz y Cornel, teniente general y presidente del Tribunal Supremo de Guerra y Marina; y primo hermano de Valentín Ferraz y Barrau, presidente del Consejo de Ministros. 

## Biografía
Sentó plaza como cadete en el Regimiento de Dragones del Rey el 26 de mayo de 1808, -con una dispensa especial del general Palafox dada su cortísima edad-, defendiendo Zaragoza de las tropas francesas en los dos sitios que sufrió en 1808-1809. Al capitular la ciudad, se negó a servir en las filas napoleónicas y fue conducido prisionero camino de Francia, aunque logró escaparse antes de cruzar la frontera y se escondió en la sierra de Alcubierre hasta que pudo reincorporarse de nuevo al ejército español del general Blake que operaba en Valencia, en cuya zona combatió el resto de la contienda.
Afín a los postulados doceañistas, durante el Trienio Liberal estuvo destinado como oficial primero en la Secretaría de Despacho de la Guerra, recibiendo la licencia definitiva del Ejército al reponerse en 1823 el absolutismo fernandino.
El 11 de enero de 1839 (durante la Regencia de María Cristina de Borbón) fue nombrado director general del Tesoro (Ministerio de Pío Pita Pizarro), siendo posteriormente designado para ocupar como interino la cartera de Hacienda del l0 al 12 de mayo de 1840, desempeñándola como titular del 20 de julio al 19 de agosto del mismo año, en el Consejo de Ministros presidido por su primo hermano Valentín Ferraz y Barrau. 
Fue diputado a Cortes por Valencia de 1837 a 1839 y senador por la provincia de Zaragoza en la legislatura de 1843-1845. En 1851 fue designado senador vitalicio por la reina Isabel II.
Retirado de toda actividad política, fijó su domicilio en Valencia, ciudad en la que se dedicó a los negocios y donde desempeñaría algunos relevantes cargos: Director del Hospital Provincial y de la Casa de Beneficencia, y miembro de la Real Academia de San Carlos y de la Real Sociedad Económica de Amigos del País.
Entre otras distinciones, recibió la gran cruz de las reales órdenes de Carlos III e Isabel la Católica.